# 99942 Apophis

99942 Apophis, prije znan kao i 2004 MN4, je jedan od Zemlji bliskih asteroida koji je prouzročio zabrinutost astronoma u prosincu 2004. kada su prvotna mjerenja putanje otkrile da postoji relativno visoka vjerojatnost da će pogoditi Zemlju 2029. Vjerojatnost udara 13. travnja 2029. su u jednom trenutku dosegnule čak 1:36 (2.7 %), no naknadna su mjerenja dovela do preciznijeg izračuna putanje, te se ipak pokazalo da će 2029. doći do bliskog susreta, a ne do sudara.
No, opasnost od udara 13. travnja 2036. još nije otklonjena. Dosadašnja mjerenja daju vjerojatnost udara 2036. godine 1:45 000. Ova relativno visoka vjerojatnost je zadržala Apophisa na 1. razini na torinskoj ljestvici opasnosti od udara. Preciznu putanju asteroida nakon 2029. bit će praktički nemoguće odrediti sve do 2029. godine kada će asteroid u bliskom susretu sa Zemljom značajno promijeniti svoju putanju.

## Osnovni podaci
Asteroid 99942 Apophis pripada grupi Atena. Period njegovog ophoda oko Sunca je 324 dana, a njegova putanja križa Zemljinu putanju na dva mjesta. Duljina asteroida se procjenjuje na 300 metara, a masa na 27 milijuna tona.
Otkrila ga je 19. lipnja 2004. skupina znanstvenika: Roy A. Tucker, David J. Tholen i Fabrizio Bernardi iz grupe za potragu asteroida koju je osnovala NASA na sveučilištu na Havajima. Ova grupa je promatrala dvije noći. Novi objekt dobio je naziv 2004 MN4. Novo ime Apophis dobio je po grčkom imenu za egipatskog boga Apopa, „uništavača“, koji se skriva u mračnom podzemlju i tijekom noći pokušava uništiti Sunce.

## Bliski prolasci
Nakon otkrića, znanstvenici iz NASA-e, sveučilišta u Pizi iz Italije te sveučilišta iz Valladolida iz Španjolske su došli do zaključka da će sljedeći bliski susret tog asteroida i Zemlje biti 13. travnja 2029. Toga će dana postati tako blještav da će njegova magnituda postati 3,3 pa će biti vidljiv golim okom iz Europe, Afrike i Azije. 
Prvotna vjerojatnost udara asteroida na Zemlju je procijenjena na 27 % (1 naprema 37) što je prouzročilo da se podigne na razinu 4 od 10 na Torinskoj ljestvici opasnosti od udara. To su najveće vrijednosti koje je ijedan objekt ikada dobio na toj ljestvici.
U slučaju udara,oslobodila bi se energija od 1480 megatona TNT-a (atomska bomba na Hirošimu je oslobodila energiju od 0,015 megatona). Tek nakon približavanja asteroida Zemlji na 30.000 km 13. travnja 2029., znat će se hoće li se (zbog Zemljine gravitacije) promijeniti asteroidova putanja. Ako se to dogodi, sudar se predviđa 13. travnja 2036. godine s trenutnom vjerojatnošću 1:45000.

### Male šanse za udar
Ipak, s vremenom su mjerenja i novi podaci postali precizniji te su otkrili da su šanse da se sudari sa Zemljom ipak male, i za 2029. i za 2036. godinu. 27. prosinca 2004. su astronomi izračunali da je prijetnja zapravo 0,004 % čime je spušten na razinu 0 na Torinskoj ljestvici.
Kada jednom prođe Zemljinu orbitu 2029. - na sigurnoj udaljenosti od 35.000 kilometara - njegova će se putanja promijeniti pa će se tek utvrditi njegova buduća kretanja po svemiru. Prvotne procjene o križanju putanja uznemirile su znanstvenike jer bi objekt takve veličine padom na Zemlju prouzročio eksploziju jačine od 880 megatona. Primjerice, Tunguska eksplozija 1908. je imala snagu od samo 20 megatona. Na sreću, šanse da padne na naš planet ipak su neznatne.
Asteroid će se i treći put približiti Zemlji, 2068. godine, no procjene da će doći do sudara su tada najmanje i iznose 1:333.000. Ipak, ruski znanstevnici su se u prosincu 2009. sastali na jednoj sjednici kako bi dogovorili kako će reagirati na bliski susret 2029.

## Vanjske poveznice
- Analiza NASA-e  Arhivirana inačica izvorne stranice od 12. svibnja 2013. (Wayback Machine)
- Članak o asteroidu koji će blisko proći kraj Zemlje  Arhivirana inačica izvorne stranice od 4. studenoga 2006. (Wayback Machine)
- Asteroid će biti vidljiv golim okom 2029.
- Opasnost od udara 2035.  Arhivirana inačica izvorne stranice od 18. studenoga 2006. (Wayback Machine)